# Ajaldaba
Ajaldaba (en georgiano: ახალდაბა) es un asentamiento urbano del suroeste de Georgia, situado en el norte de la región de Mesjetia-Yavajetia y parte del municipio de Boryomi.  

## Geografía
Ajaldaba se encuentra a ambos lados del río Kurá, en la desembocadura del río Nedzviskskali y a 18 km de Boryomi.  

## Historia
Ajaldaba se menciona en las fuentes del siglo XII, tiempos en los que era una ciudad pequeña. Sin embargo, su conveniente ubicación geográfica le otorgaba importancia estratégica y comercial. En 1260, la batalla de Kvishjeti entre el Imperio mongol y el reino de Georgia tuvo lugar cerca de Ajaldaba. 
Ajaldaba tiene el estatus de asentamiento de tipo urbano desde 1965 por su importancia como balneario climático de baja montaña. 

## Demografía
La evolución demográfica de Ajaldaba entre 1970 y 2014 fue la siguiente:
| 2583                                            | 2504 | 2440 | 2400 | 1586 | 1800 |
| (Fuente: Population of Georgia in Soviet times) |      |      |      |      |      |

Según el censo de 2014, los georgianos constituían el 99,1% de la población local y los armenios, el 0,5%.

## Economía
En el pueblo y sus alrededores existen fuentes termales de diferente temperatura y composición. Sobre la base de una de las fuentes hay un balneario.

## Infraestructura

### Arquitectura, monumentos y lugares de interés
La torre de Ajaldaba, que data del siglo X, se encuentra en este asentamiento juntos con restos de un puente medieval.

### Transporte
En Ajaldaba hay una estación de tren en la línea Jashuri-Vale.

## Galería

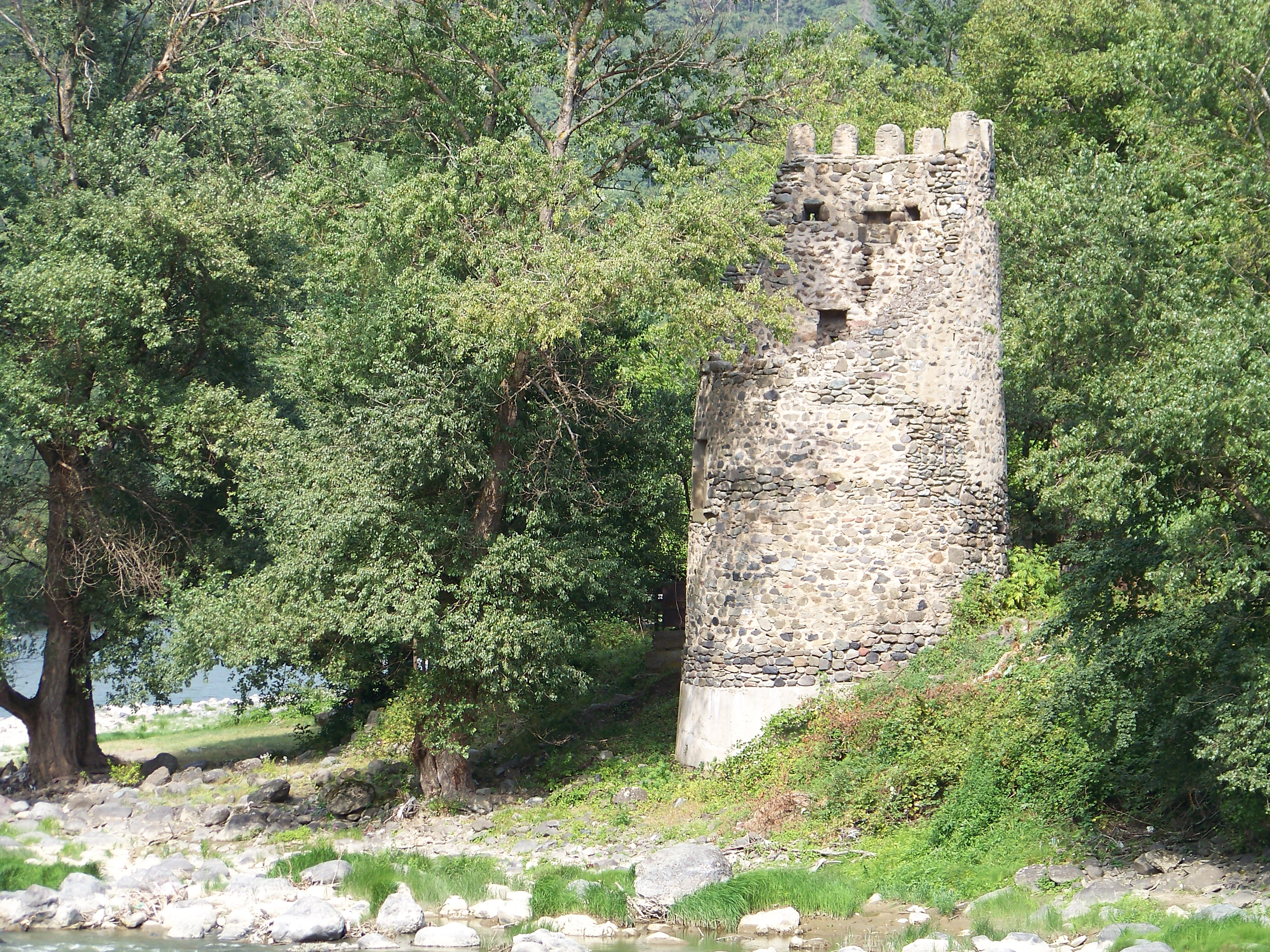
Torre de Ajaldaba
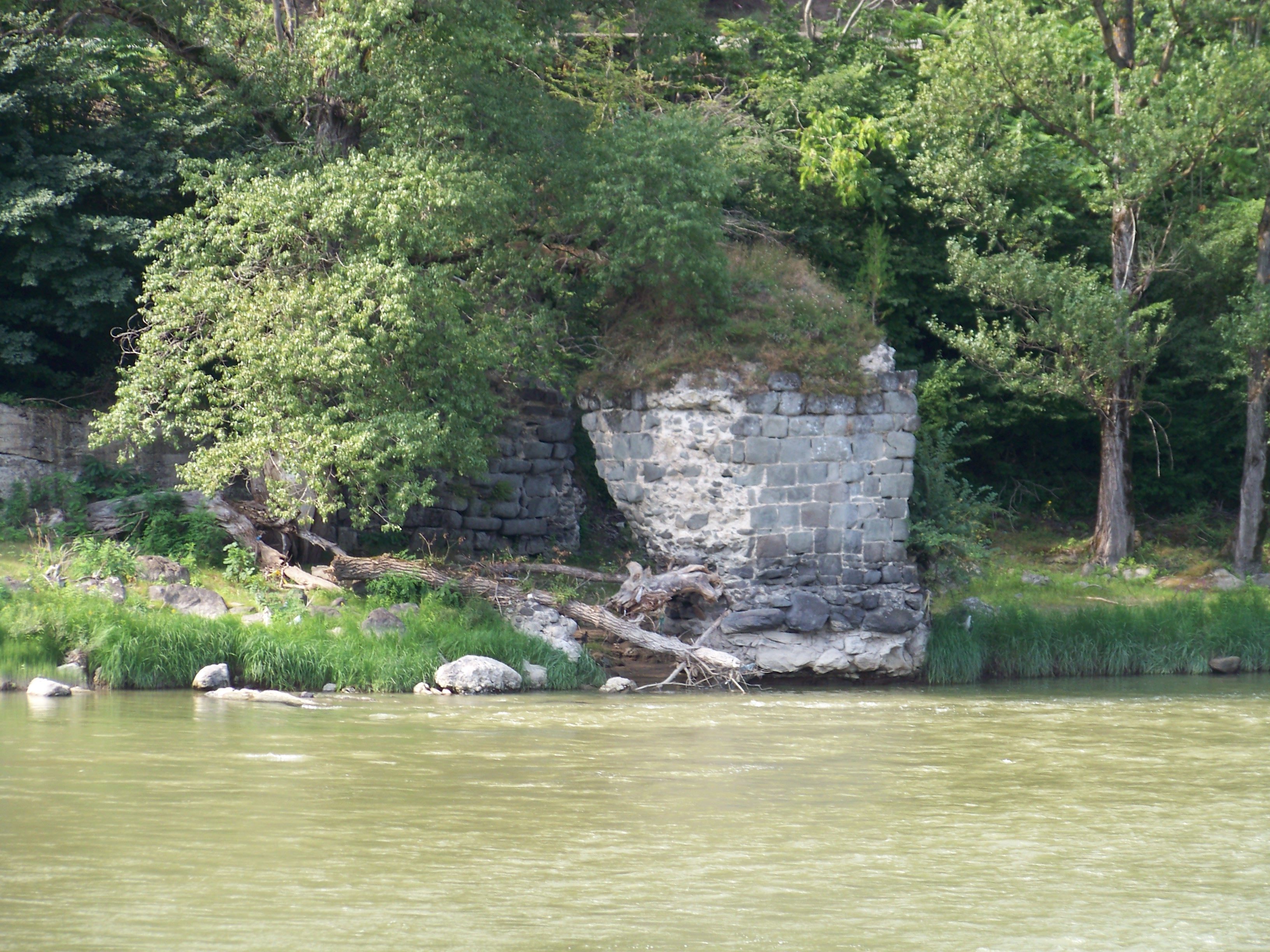
Ruinas del puente medieval
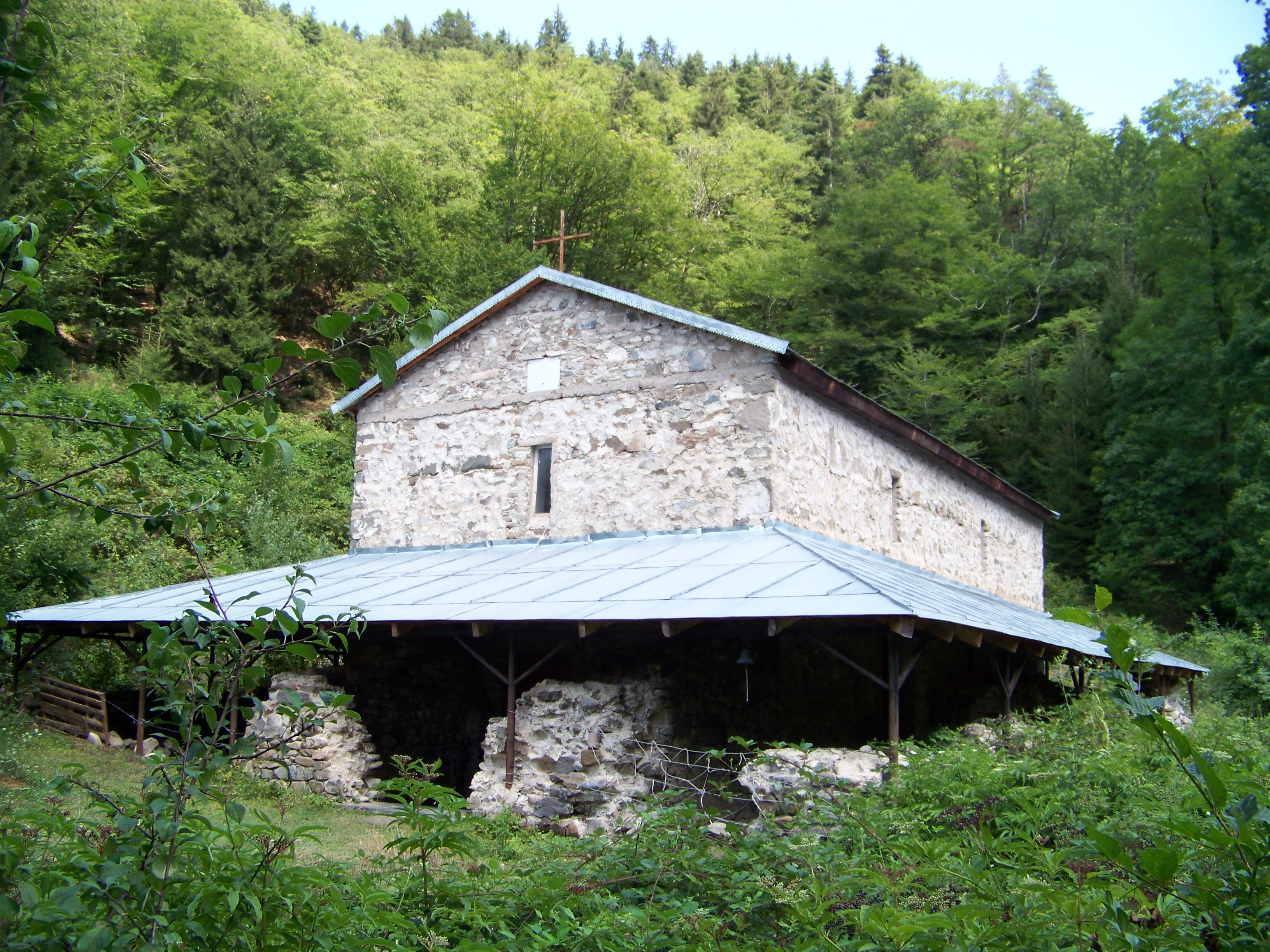
Iglesia de San Jorge de Ajaldaba